# Olivette
Olivette és una població dels Estats Units a l'estat de Missouri. Segons el cens del 2000 tenia 7.438 habitants.

## Demografia
Segons el cens del 2000, Olivette tenia 7.438 habitants, 3.096 habitatges, i 2.173 famílies. La densitat de població era de 1.029,3 habitants per km².
Dels 3.096 habitatges en un 31,5% hi vivien nens de menys de 18 anys, en un 54,2% hi vivien parelles casades, en un 12,7% dones solteres, i en un 29,8% no eren unitats familiars. En el 25,8% dels habitatges hi vivien persones soles el 10,4% de les quals corresponia a persones de 65 anys o més que vivien soles. El nombre mitjà de persones vivint en cada habitatge era de 2,4 i el nombre mitjà de persones que vivien en cada família era de 2,91.
Per edats la població es repartia de la següent manera: un 23,8% tenia menys de 18 anys, un 5,8% entre 18 i 24, un 25,4% entre 25 i 44, un 27,7% de 45 a 60 i un 17,3% 65 anys o més.
L'edat mediana era de 42 anys. Per cada 100 dones de 18 o més anys hi havia 84,5 homes.
La renda mediana per habitatge era de 57.669 $ i la renda mediana per família de 67.569 $. Els homes tenien una renda mediana de 49.853 $ mentre que les dones 35.278 $. La renda per capita de la població era de 32.379 $. Entorn del 3,6% de les famílies i el 4,3% de la població estaven per davall del llindar de pobresa.

## Poblacions més properes
El següent diagrama mostra les poblacions més properes.